# 埃斯普萊尚停戰協議
《埃斯普莱尚停战协议》（英語：Truce of Espléchin）是百年战争初期英格蘭王國和法蘭西王國之间的停战协议，於1340年9月25日簽署。在長達116年的百年戰爭中，该条约为兩國簽訂的首個條約。

## 背景
百年战争于1337年爆发。1338年，英格蘭派往法蘭德斯的運輸艦隊在阿訥默伊登海戰遭法蘭西艦隊殲滅。英王愛德華三世決心報復，在1340年6月24日的斯勒伊斯海戰中和布魯日的法蘭德斯人聯合擊敗法蘭西—熱那亞聯合艦隊。法蘭西海軍在這場戰役中幾乎被徹底摧毀，英軍趁勢跨越海峽入侵法蘭西。然而，英格蘭—法蘭德斯聯軍於聖奧梅爾戰役中以11,000—16,000兵力慘敗於3,000名法軍士兵手下。隨後英軍又發動圖爾奈圍城戰，儘管在兵力和物資都遠遠超過法蘭西守軍，但圍城戰仍陷入困境。不過，愛德華在戰役中截獲一名法軍信使，了解到对方的處境也一樣岌岌可危。

## 停战協議
英軍在圣奥梅尔受到重挫且圖爾奈圍城陷入僵局後已逐漸失去繼續在歐陸作戰的能力。英格蘭和法蘭德斯盟友因戰事失利而逐漸失和，同時愛德華的資金也不足以繼續支持戰事，而法王腓力六世的援軍也逐步逼近，給予愛德華更大的壓力。
教宗本篤十二世曾試圖透過愛德華的岳母、法王腓力六世的妹妹瓦盧瓦的讓娜遊說雙方和談。兩位國王皆認同戰事不宜繼續進行，各自派出代表於埃斯普萊尚（位於今比利時圖爾奈附近）商議和約，並於1340年9月25日簽訂《埃斯普莱尚停战协议》。
該停戰協議的內容包含：
- 双方在九個月內，即到1341年6月24日為止不能在法蘭西、加斯科涅及蘇格蘭（法蘭西盟國）或在海上進行敵對軍事行動，同時愛德華必須率領剩餘的軍隊撤回英格蘭[5]。
- 双方維持當下所控制的領土，不論該領土是以何種方式取得。
- 双方的俘虜獲得假釋，若兩國再度發生敵對軍事行為，則假釋者將被重新監禁。

另外，由于法蘭德斯親英派領袖雅各布‧范阿特維爾德反對協議，法王腓力提出将阻止戰爭期間逃往法蘭西的法蘭德斯人返國，以及尋求取消對法蘭德斯的教會制裁兩點，以換取他的支持。

## 後續
對法王腓力六世來說，该協議既讓英王退回英格蘭，又破解了英格蘭與法蘭德斯的同盟關係。參戰的英格蘭貴族则获得了時間来修復和腓力的關係。對於英王愛德華三世而言，停戰協議阻止了蘇格蘭對史特靈發動攻擊的計畫，並且終止了法軍對加斯科涅的攻勢。
然而，愛德華對於協議的結果極為不滿，他將戰爭的失敗歸咎於宮廷群臣及坎特伯雷大主教約翰·德·史特拉福德，聲稱他們沒有積極支持國王，這導致英格蘭爆發1340—1341年的政治危機。
停戰協議雖然僅延續9個月，但仍提供了让兩國获得長久和平的契機。不過，愛德華三世並未放棄其爭奪法蘭西王位的野心，並且在停戰期間積極備戰。在1341年4月底，距離協議到期五個月前，布列塔尼公國因為繼承權問題爆發布列塔尼繼承戰爭。愛德華藉此支持尚·德·蒙福爾（已故公爵讓三世的異母弟）來對抗法王腓力支持的夏尔·德·布卢瓦（腓力的姪子及讓三世姪女的丈夫），以此為由重啟對法蘭西的战争。

## 資料來源
1. 1 2 3 4 5 6 7 8  Wagner, p. 122-123
2. 1 2 3  DeVries. Medieval Weapons. pp. 144-145
3. 1 2  Mortimer. The Perfect King The Life of Edward III, Father of the English Nation. pp. 177–180
4. ↑  Wagner, p. 299-300
5. ↑  Jonathan, Sumption. . Philadelphia: University of Pennsylvania Press. 1991: 358–359. ISBN 0-8122-3147-3. OCLC 42960989.
6. ↑  Rogers. The Oxford Encyclopedia of Medieval Warfare. pp. 88-89